# Thenopa bidens
Thenopa bidens là một loài bướm đêm trong họ Geometridae.